# Nebria nataliae
Nebria nataliae (лат.) — вид жуков-жужелиц из подсемейства плотинников. Распространён во Внутреннем Тянь-Шань на юге Кыргызстана.
Длина тела имаго 11,9—13,2 мм. Жуки чёрные. Придатки головы, часть лба, ноги, иногда и щиток, коричневые или тёмно-коричневые. Обычно первый-четвёртый членики усиков, средние сегменты лапок и голени затемнённые. Нижняя сторона тела чёрная.